# Clive Oppenheimer
Clive Oppenheimer (1964) è un vulcanologo britannico.

## Biografia
Laureatosi a Cambridge, ha poi ottenuto il dottorato presso la Open University con una tesi dal titolo Volcanology from space: applications of infrared remote sensing. Insegna oggi presso il Dipartimento di geografia dell'Università di Cambridge. Nel 2005 ha vinto il Royal Geographical Society's Murchison Award, consegnato "for publications judged to contribute most to geographical science in preceding recent years". Tra i suoi libri c'è Eruptions that Shook the World, ispirazione per il film Dentro l'inferno diretto da Werner Herzog.
Oppenheimer è membro della Cambridge Volcanology unit. Ha trascorso 13 stagioni presso il monte Erebus in Antartide. Il suo lavoro di vulcanologo ha permesso la scoperta di due campi, che si presumevano scomparsi, utilizzati da un gruppo di esploratori della Spedizione Terra Nova guidata da Robert Falcon Scott che ora sono considerati come siti protetti dal Trattato Antartico. Nel 2016 è apparso un suo contributo in italiano sulla rivista Il Risorgimento dedicato all'eruzione del vulcano Tambora del 1815 e alle sue conseguenze sul clima, l'ambiente e l'uomo. Nel 2019, collabora nuovamente con Herzog per dirigere il documentario sui meteoriti Fireball.